# Parti populiste d'Amérique
Le Parti populiste d'Amérique (en anglais : Populist Party of America) est un parti politique américain fondé en 2002 qu'il ne faut pas confondre avec son homonyme créé au XIXe siècle : le Parti populiste (Populist Party) ou avec le parti d'extrême droite auto-dissous en 1996, nommé également Parti populiste.
Il reprend des idées libertaires et libérales, prône l'intégration des immigrés par l'acceptation des valeurs, défend l'idée de démocratie directe à l'aide du référendum, et critique l'intervention américaine en Irak. Il défend aussi l'idée d'un État très décentralisé.
Son président, le sénateur du Maryland Kevin Zeese, défend l'idée d'une fusion avec le Parti vert et le Parti libertarien.